# Buty (wiersz)
Buty – wiersz angielskiego pisarza i poety Rudyarda Kiplinga. Po raz pierwszy opublikowany w 1903 roku w zbiorze pod tytułem „The Five Nations”.
Wiersz przestawia zapętlone myśli żołnierza piechoty armii brytyjskiej maszerującego przez ziemie dzisiejszej Południowej Afryki podczas drugiej wojny burskiej. Sugeruje się aby pierwsze cztery słowa każdego wersu czytać powoli, w tempie dwóch słów na sekundę, co odpowiada rytmowi maszerującego żołnierza.

Nagranie recytacji wiersza autorstwa aktora Taylora Holmesa z 1915 roku zostało wykorzystane w amerykańskich szkoleniach wojskowych SERE (Survival, Evasion, Resistance and Escape / Przetrwanie, unikanie, opór oraz ucieczka) ze względu na jego efekt psychologiczny. 
W czasie drugiej wojny światowej Jewgienij Agranowicz skomponował marsz inspirowany poematem Kiplinga. Utwór o tytule „Kurz, kurz” składał z pierwszych trzech zwrotek opartych na wierszu w tłumaczeniu Ady Iwanowny Onyszkiewicz-Jacyny, tłumaczki dzieł Kiplinga na język rosyjski, oraz dalszej części wymyślonej i skomponowanej przez Agranowicza.

## Odniesienia w kulturze masowej
- Recytację w wykonaniu Taylora Holmesa wykorzystano w zwiastunie filmowym mapy „Terminus” do gry Call of Duty: Black Ops 6 wydanej w październiku 2024 roku[6]. To samo nagranie recytacji z 1915 roku zostało wykorzystane w pierwszym zwiastunie filmu „28 lat później”[7] w reżyserii Danny’ego Boyle’a, którego premierę zaplanowano na 2025 rok[8].

## Nagrania wiersza
- 1915 – Taylor Holmes (recytacja) – płyta Victor B 55057[9]
- 1929 – Peter Dawson – płyta HMV B3072[10]
- 1935 – Eric Woodburn – film Pathe Studio[11]
- 1951 – Leonard Warren – na płycie „Songs Of Rudyard Kipling”[12]
- 1940 – Norman Cordon – płyta Columbia 36055[13]
- 2024 – Christopher Ake (remiks nagrania Taylora Holmesa)[14]